# Betula nana
Патуљаста бреза (лат. Betula nana) врста је брезе из породице Betulaceae која углавном расте на тундрама унутар арктичког поларног круга.

## Опис врсте
Патуљаста бреза је листопадни и јако разгранати грм висина од 20 до 120 цм са гранама које могу да расту у висину или да буду положене по земљи. Млади изданци су јако збијени и доста су мекани и баршунасти, с временом одрвене, са кором тамносмеђе боје. листови су распоређени наизменично, готово су округли дуги 5−15 мм, и 10−20 мм широки, и имају назубљене тупе врхове. Са горње стране лист је тамнозелен и сјајан, док је доња страна светлозелене боје и на додир делује паперјасто. Код младих биљака листови су лепљиви. Лисне петељке су доста кратке, свега 4−6 мм. Листови почињу да се развијају одмах након топљења снега, а у јесен добијају црвенкасту боју.
Цваст је ситна, неупадљива и једнополна. Биљка цвета у виду реса које су усправне са дужином 5−20 мм, и ширине 1,5−5 мм, са жутим прашницама. Цвета пре појаве листића. Плод је орашаст, елипсастог облика, дужине 2 мм и ширине до 1 милиметра. Плодови се развијају у периоду од априла до јуна.

## Станиште
расте углавном на подручјима са хладном арктичком климом, а њено станиште обухвата подручја Гренланда, Исланда, и најсевернији делови Европе, Азије и Северне Америке. Поједини примерци расту и у заветринама на Свалбарду. Ван поларних предела расте углавном на планинама, и то на висинама изнад 835 метара у Шкотској, или изнад 2.200 метара у Алпима.
Расте на влажним али храњивим материјама јако сиромашним и киселим земљиштима. Има веома ниску толеранцију на засенчене просторе.

## Класификација
Постоје две подврсте врсте Betula nana:
- . Канада (бафиново острво), Гренланд, северна Европа (на југу расте на Алпима изнад 2.200 метара), северозападна Азија. Младе гранчице су длакаве, али без смоле. Листови су дужи од 20 милиметара, углавном округлог облика.
- . Североисточна Азија, северни део Северне Америке (Аљаска, у канади до Нунавута). Младе гранчице су прекривене длачицама, или а расутим длачицама, прекривене су смолом. Листови су знатно краћи (не преко 12 мм) и углавном су шири него дужи.